# Nowa Wieś (Kózki)
Nowa Wieś – część wsi Kózki w Polsce, położona w województwie świętokrzyskim, w powiecie kazimierskim, w gminie Skalbmierz.
W latach 1975–1998 Nowa Wieś administracyjnie należała do województwa kieleckiego.